# Victor Cavendish
Pour les articles homonymes, voir Cavendish.
Ne doit pas être confondu avec Victor Cavendish-Bentinck.
Victor Christian William Cavendish, né le 31 mai 1868 dans le quartier londonien de Marylebone dans le district de la Cité de Westminster et mort le 6 mai 1938 à Chatsworth House dans le Derbyshire, 9e duc de Devonshire, est un homme d'État. Il fut le onzième gouverneur général du Canada, de 1916 à 1921.

## Biographie

### Mariage et vie familiale
Le duc épouse en 1892 Lady Evelyn Fitzmaurice, fille de Henry Petty-FitzMaurice (vice-roi des Indes de 1888 à 1894). Ils ont ensemble 7 enfants parmi lesquels :
- Edward Cavendish (10e duc de Devonshire) (1895-1950), qui épouse Lady Mary Cecil
- Dorothy Cavendish (1900-1966), épouse de Harold Macmillan
- Lord Charles Cavendish (1905-1944), époux d'Adele Astaire